# Spoorlijn Rüdesheim - aansluiting Sarmsheim
De spoorlijn Rüdesheim - aansluiting Sarmsheim was een Duitse spoorlijn en als DB 3514 onder beheer van DB Netze.

## Geschiedenis
Het traject tussen Rüdesheim en Bingen via de Hindenburgbrücke werd door de Preußische Staatseisenbahnen op 15 augustus 1915 geopend. Aan het eind van de Tweede Wereldoorlog, op 15 maart 1945 werd de brug door Duitse troepen opgeblazen. Omdat de spoorlijn alleen een strategische functie kende en geen personenverkeer is de verbinding niet meer hersteld en de lijn vervolgens opgebroken.

## Aansluitingen
In de volgende plaatsen was of is er een aansluiting aan de volgende spoorlijnen:
Rüdesheim am RheinDB 3507, spoorlijn tussen Wiesbaden Ost en Niederlahnstein
aansluiting RochusbergDB 3513, spoorlijn tussen aansluiting Rochusberg en aansluiting Wasserwerk
aansluiting SarmsheimDB 3511, spoorlijn tussen Bingen en Saarbrücken